# セレベスト織田信長
『セレベスト織田信長』（セレベストおだのぶなが）はジェントルメン中村による日本の漫画。ウェブコミック配信サイト『リイドカフェ』（リイド社）にて、2017年4月4日から12月6日まで連載された。第2部『セレベスト織田信長〜贅沢黙示録〜』は2018年1月27日から2019年9月27日まで連載された。2019年12月20日より第3部『セレベスト織田信長〜贅沢次元篇〜』が連載開始。途中に番外編『ヤング・セレベスト織田信長』を挟みつつ、2022年1月29日に完結した。
セレブを極めた「セレベスト」が、贅を極めたおもてなしで競い合う作品。
「WEBマンガ総選挙2018」4位。

## あらすじ
第1部
織田信長は、多数のおもてなしバトルで他のセレベストたちに勝利する。そんな中、日本以外の全てを支配した組織「フリー・ミナリィ」が襲来、信長は最終的にはその総帥であるナポレオンに勝利するが、信長は行方をくらませてしまう。
贅沢黙示録
贅神（セレベウス）教団と名乗る集団が現れ、信長の子分たちにおもてなしを挑む。1年ぶりに帰還した信長は、贅神セレベウスの正体が贅の根源である石「セレベストーン」であり、豊臣秀吉はそれを飲み込み、セレベウスに体を乗っ取られていることを知る。信長はセレベウスに勝利するが、異世界への門に巻き込まれ、異世界へ転移してしまう。
贅沢次元篇（前半）
異世界に転移した信長は、セレベウスが贅神同士のおもてなしバトル「贅神乱皇戦（ラグ”G”ランキング）」に参加しようとしていたことを知り、代わりに参戦することになる。
ヤング
若き日の信長は、父の遺言に従い、遺産を使い切るべく贅沢を行う。ヤング・セレベスト軍団の1人である真田幸村と戦うことになるが、幸村は時間を操る能力を持った贅神セレクロノスに体を乗っ取られていた。信長は贅沢に恐怖心を覚えるが、偶然出会った斎藤道山にセレベストの心を学び、幸村に勝利する。
贅沢次元篇（後半）
セレクロノスに勝利し、贅神乱皇戦で優勝を収めた信長。しかし、バトルの本来の目的は、宇宙創造主であるアザトースをもてなし、宇宙の初期化を防ぐことにあった。信長はアザトースとおもてなしバトルを行い、勝利する。

## 登場人物
織田信長（おだ のぶなが）
財団法人「第六天魔」会長。全セレベスト界の統一をもくろんでいる。
足利義昭（あしかが よしあき）
百菱グループの元社王。信長に敗北し、自ら社弟となる。
徳川カルロス家康（とくがわカルロスいえやす）
トヨシェ自動車会長。信長に敗北し、自ら子分となる。
伊達政宗（だて まさむね）
株式会社D.A.T.EのCEO。信長に敗北し、のちに眼窩でピータンを生成する。
邪馬野卑弥呼（やまの ひみこ）
邪馬野美容グループ会長。服よりも美しい身体をしているため、全裸で過ごしている。信長の「おくりもの」により女に目覚め、信長の愛人となる。
豊臣秀吉（とよとみ ひでよし）
元・財団法人「第六天魔」筆頭秘書兼専務理事。信長に下剋上を挑むが敗北し、第六天魔を退職。脇を菌床とし、キノコを生育している。
『贅沢黙示録』では贅の根源である「セレベストーン」を飲み込み、贅神セレベウスに体を乗っ取られる。
ナポレオン・ボナパルト
「我が君」として日本以外の全世界を支配するセレベストだったが、信長に敗北し、引退する。
ケツアルコアトル
元・贅神教団のメンバー。『贅沢次元篇』では、鳥の姿として信長とともに異世界に転移する。
真田幸村（さなだ ゆきむら）
ヤング編で登場。時空を超えて登場した贅神セレクロノスに体を乗っ取られる。
斎藤道山（さいとう どうざん）
ヤング編に登場。贅沢に恐怖心を覚えていた信長を弟子に取り、セレベストとしての心得を教える。
アザトース
宇宙創造主。贅沢に飽きたら宇宙の初期化を行う可能性のある気まぐれな神。

## 制作
中村が10代のころ発刊されていた、バブルのようなノリの雑誌が面白いと思ったことから、セレブネタが考案されている。
本作のプロトタイプ的な漫画が制作されたあと、しばらくお蔵入りとなっていたが、劇画狼のブログでウェブサイト『リイドカフェ』を知り、ここでならば封印から解放できるかもしれないと持ち込みに行ったが、誤って同社の『トーチweb』に持ち込みをしてしまったという。最終的には『リイドカフェ』を勧められるも、「変態的な内容にウンチク要素を入れて、ギャグにしたら」などのアドバイスをもらったため、「トーチに持ち込んだことも寄り道ではなかった」と中村は語っている。

## 書誌情報
- ジェントルメン中村『セレベスト織田信長』リイド社〈リイドカフェコミックス〉、全2巻
  1. 2017年10月6日発行（9月22日発売）、ISBN 978-4-8458-5060-0
  2. 2018年6月13日発行（5月30日発売）、ISBN 978-4-8458-5316-8

## イメージソング
ラッパーとしても活動している作者のジェントルメン中村がラップを担当した楽曲が、Youtubeにアップロードされている。
「だろォ〜セレベスト織田信長のテーマ〜」
作詞・ラップ - MC紳士a.k.aジェントルメン中村 / 作曲 - 高野政所
「アフター・ラグジュアリー〜セレベスト織田信長 心のエンディングテーマ〜」
作詞・ラップ - MC紳士a.k.aジェントルメン中村 / 作曲 - Doramaru
「群雄割拠〜一人キャラソンマイクリレー〜」
作詞 - MC紳士a.k.aジェントルメン中村 / 作曲 - 子役 / ラップ - 足利義昭、徳川カーロス家康、武田信玄、今川義元、北条早雲、坂本龍馬、豊臣秀吉、伊達政宗、織田信長（ジェントルメン中村a.k.a.MC紳士）